# Crisi russo-ucraïnesa de 2021-2022
|  | Aquest article tracta de l'escalada de tensions entre Rússia i Ucraïna prèvia a la invasió. Per a la invasió de 2022, vegeu invasió russa d'Ucraïna del 2022. |

La crisi russo-ucraïnesa de 2021-2022 fou la crisi internacional entre Rússia i Ucraïna que va precedir la invasió russa. Al març i abril del 2021, Rússia va començar a concentrar milers d'efectius i equipament de les seves forces armades a prop de la seva frontera amb Ucraïna i en la seva annexionada península de Crimea, la qual cosa va representar la major mobilització de forces des de l'annexió d'aquesta península per part del país el 2014. Això va precipitar una crisi internacional sobretot entre els Estats Units, la Unió Europea, el Regne Unit i l'Organització del Tractat de Seguretat Col·lectiva (OTSC, entitat que agrupa diversos països de l'antiga URSS) i va generar preocupacions sobre una possible invasió. Les tropes russes es van retirar parcialment al juny, però es va reprendre a l'octubre i novembre del 2021, quan més de 100.000 soldats russos van tornar a envoltar Ucraïna per tres costats al desembre.
La crisi s'emmarcà en la prolongada intervenció russa al territori ucraïnès de iure que va començar a principis del 2014. El desembre de 2021, Rússia va presentar dos projectes de tractat que contenien peticions del que denominava "garanties de seguretat", inclosa una promesa jurídicament vinculant que Ucraïna no s'uniria a l'Organització del Tractat de l'Atlàntic Nord (OTAN), així com una reducció de les tropes i el material militar de l'OTAN estacionats a Europa de l'Est, i va amenaçar amb una resposta militar no especificada si no es complien aquestes demandes íntegrament. L'OTAN ha rebutjat aquestes peticions, i els Estats Units van advertir Rússia de sancions econòmiques "ràpides i severes" si continuava envaint Ucraïna.
El vespre del 21 de febrer del 2022, Rússia va reconèixer oficialment les dues repúbliques, secessionistes, de Luhansk i Donetsk com a estats independents, fet que el secretari general de l'OTAN, Jens Stoltenberg va condemnar. Tres dies més tard, la matinada del 24 de febrer, Putin va ordenar una "operació militar especial" a partir de la qual l'exèrcit rus va envair Ucraïna des de la frontera a l'est, des del nord amb tropes russes estacionades a Belarús i, des del sud, a la península de Crimea.

## Context
Després de la dissolució de la Unió Soviètica el 1991, tot i la seva declaració d'independència el 25 d'agost del mateix any, Ucraïna va continuar mantenint estrets vincles amb Rússia. El 1994, la jove república va acceptar abandonar el seu arsenal nuclear i va signar el Memoràndum de Budapest sobre garanties de seguretat amb la condició que Rússia, el Regne Unit i els Estats Units emetessin una garantia contra les amenaces o l'ús de la força contra la integritat territorial o la independència política d'Ucraïna. Cinc anys més tard, Rússia va ser un dels signants de la Carta per a la Seguretat Europea, en la qual "va reafirmar el dret inherent de tots i cadascun dels Estats participants a ser lliures de triar o canviar els seus acords de seguretat, inclosos els tractats d'aliança, a mesura que evolucionin".

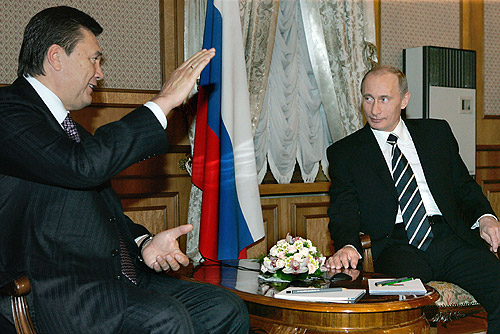
L'aleshores president d'Ucraïna, Víktor Ianukòvitx, i Vladímir Putin el 2006

Malgrat ser un país reconegut com a independent des del 1991, com a antiga república constituent de l'URSS, Ucraïna havia estat percebuda pels dirigents de Rússia com a part de la seva esfera d'influència. El 2008, Ucraïna va començar el seu procés d'adhesió a l'aliança militar atlàntica (OTAN), rotundament condemnat pel president rus Vladimir Putin. L'analista romanès Iulian Chifu i els seus coautors van opinar el 2009 que, respecte a Ucraïna, Rússia ha perseguit una versió actualitzada de la Doctrina Bréjnev, que dicta que la sobirania d'Ucraïna no pot ser major que la dels estats membres del Pacte de Varsòvia abans del col·lapse de l'esfera d'influència soviètica a la fi de la dècada del 1980 i principis de la del 1990.

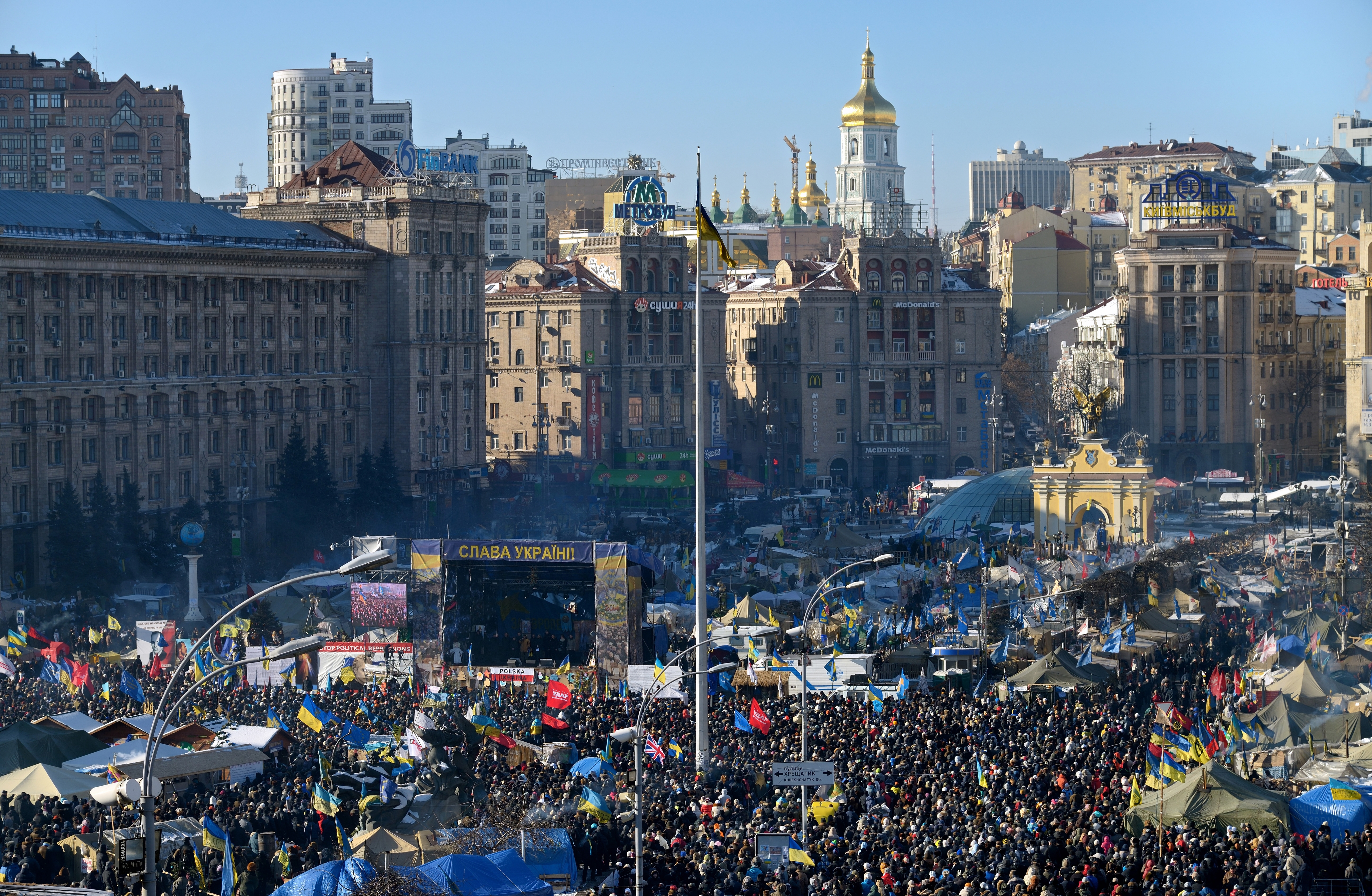
Manifestacions de l'Euromaidan el 2 de febrer de 2014

Després de setmanes de protestes en el marc del moviment Euromaidan (2013-2014), el president ucraïnès prorús Víktor Ianukòvitx i els líders de l'oposició parlamentària ucraïnesa van signar el 21 de febrer del 2014 un acord de conciliació que exigia la celebració d'eleccions anticipades. L'endemà, Ianukòvitx va fugir de Kíiv abans d'una votació de destitució que el va apartar dels seus poders com a president. Els líders de les regions russoparlants de l'est d'Ucraïna van declarar la seva lleialtat a Ianukòvitx, la qual cosa va provocar els disturbis prorussos del 2014 a Ucraïna. Els disturbis van ser seguits per l'annexió de Crimea per part de Rússia al març del 2014 i la Guerra al Donbàs, que va començar a l'abril del 2014 amb la creació dels quasi-estats recolzats per Rússia de les repúbliques populars de Donetsk i Luhansk.
El 14 de setembre del 2020, el president ucraïnès Volodímir Zelenski va aprovar la nova Estratègia de Seguretat Nacional d'Ucraïna, "que preveu el desenvolupament de l'associació distintiva amb l'OTAN amb l'objectiu de l'adhesió a l'OTAN". El 24 de març del 2021, Zelenski va signar el Decret núm. 117/2021 pel qual s'aprovava l'"estratègia de desocupació i reintegració del territori temporalment ocupat de la República Autònoma de Crimea i la ciutat de Sebastòpol".
El juliol del 2021, Vladímir Putin va publicar un assaig titulat Sobre la unitat històrica de russos i ucraïnesos, en el qual reafirmava la seva opinió que russos i ucraïnesos eren "un sol poble". L'historiador estatunidenc Timothy Snyder va qualificar les idees de Putin d'imperialisme. El periodista britànic Edward Lucas ho va qualificar de revisionista. Altres observadors van assenyalar que els dirigents russos tenien una visió distorsionada de la Ucraïna moderna i de la seva història.
Rússia va dir que la possible adhesió d'Ucraïna a l'OTAN i l'ampliació de l'OTAN en general amenacen la seva seguretat nacional. Al seu torn, Ucraïna i altres països europeus veïns de Rússia han acusat a Putin d'intentar restaurar l'imperi soviètic i d'aplicar polítiques militaristes agressives.

## Fets
L'empitjorament de les relacions russo-ucraïneses es va produir a finals d'octubre i principis de novembre i va ser provocat pel primer ús del vehicle aeri no tripulat de combat (VANTC) ucraïnès, de fabricació turca, Bayraktar TB2, que va destruir un howitzer de les formacions de la República Popular de Donetsk (RPD). El missatge sobre l'ús de vehicles aeris no tripulats va aparèixer gairebé simultàniament a la notícia sobre la presència de tropes ucraïneses al poble de Staromarievka, situat a la zona grisa de la línia de contacte de les parts, on 37 dels seus 180 habitants havien rebut passaports russos sota un programa especial del govern rus.
Parlant en una reunió relacionada amb la defensa, el 2 de novembre, el president rus, Vladímir Putin, va dir que Rússia estava monitorant de prop l'ús de vehicles aeris no tripulats "prop de les fronteres de Rússia" i que hauria d'analitzar acuradament la situació referent a això. Segons els observadors de l'OSCE, el règim d'alto el foc va començar a violar-se amb el doble de freqüència que en el 2020 (durant el període comprès entre la tarda del 29 d'octubre i la tarda del 31 d'octubre, el règim d'alto el foc a la regió de Donetsk es va violar 988 vegades, i a Luhansk 471 vegades). Els observadors de la Missió Especial de Monitoratge de l'OSCE a Ucraïna (SMM) van informar sobre el moviment d'equip militar de les Forces Armades d'Ucraïna, així com sobre els repetits intents de silenciar el senyal dels seus vehicles aeris no tripulats, que s'utilitzen per a monitorar el terreny. Al mateix temps, van aparèixer publicacions en els mitjans occidentals que Rússia estava novament portant tropes a la frontera amb Ucraïna. Es van citar com a evidència fotos de satèl·lit de vehicles blindats russos.
Els dies 2 i 3 de novembre, el director de l'Agència Central d'Intel·ligència (CIA) dels EUA, William Burns, es va reunir amb alts funcionaris d'intel·ligència russos a Moscou. Segons CNN, el propòsit del viatge era transmetre al Kremlin la preocupació del president estatunidenc Joe Biden per la situació a la frontera amb Ucraïna. Fonts del canal de televisió van informar que després del viatge, Burns va parlar per telèfon amb el president ucraïnès, Volodímir Zelenski, per a alleujar les tensions entre Moscou i Kíiv. Amb el mateix propòsit, el 4 de novembre es va enviar a Ucraïna a un alt funcionari del Departament d'Estat dels EUA.
L'agreujament militar va ser acompanyat per agreujament en el camp polític ucraïnès. El 2 de novembre, Dmitrò Iàroix, exlíder de l'organització Right Sector, va ser nomenat assessor del Comandant en Cap de les Forces Armades d'Ucraïna, Valeri Zaluzhni. El 4 de novembre, es va aprovar un nou ministre de Defensa: l'exviceprimer ministre, ministre per a la Reintegració dels Territoris Ocupats Temporalment, Oleksii Reznikov, qui va participar en les reunions del Grup de Contacte Trilateral en nom d'Ucraïna.
Al novembre del 2021, el Ministeri de Defensa rus va descriure el desplegament de vaixells de guerra estatunidencs en la mar Negra com una "amenaça per a la seguretat regional i l'estabilitat estratègica". El ministeri va dir en un comunicat: "L'objectiu real darrere de les activitats dels EUA a la regió de la Mar Negra és explorar el teatre d'operacions en cas que Kíiv intenti resoldre el conflicte en el sud-est per la força".

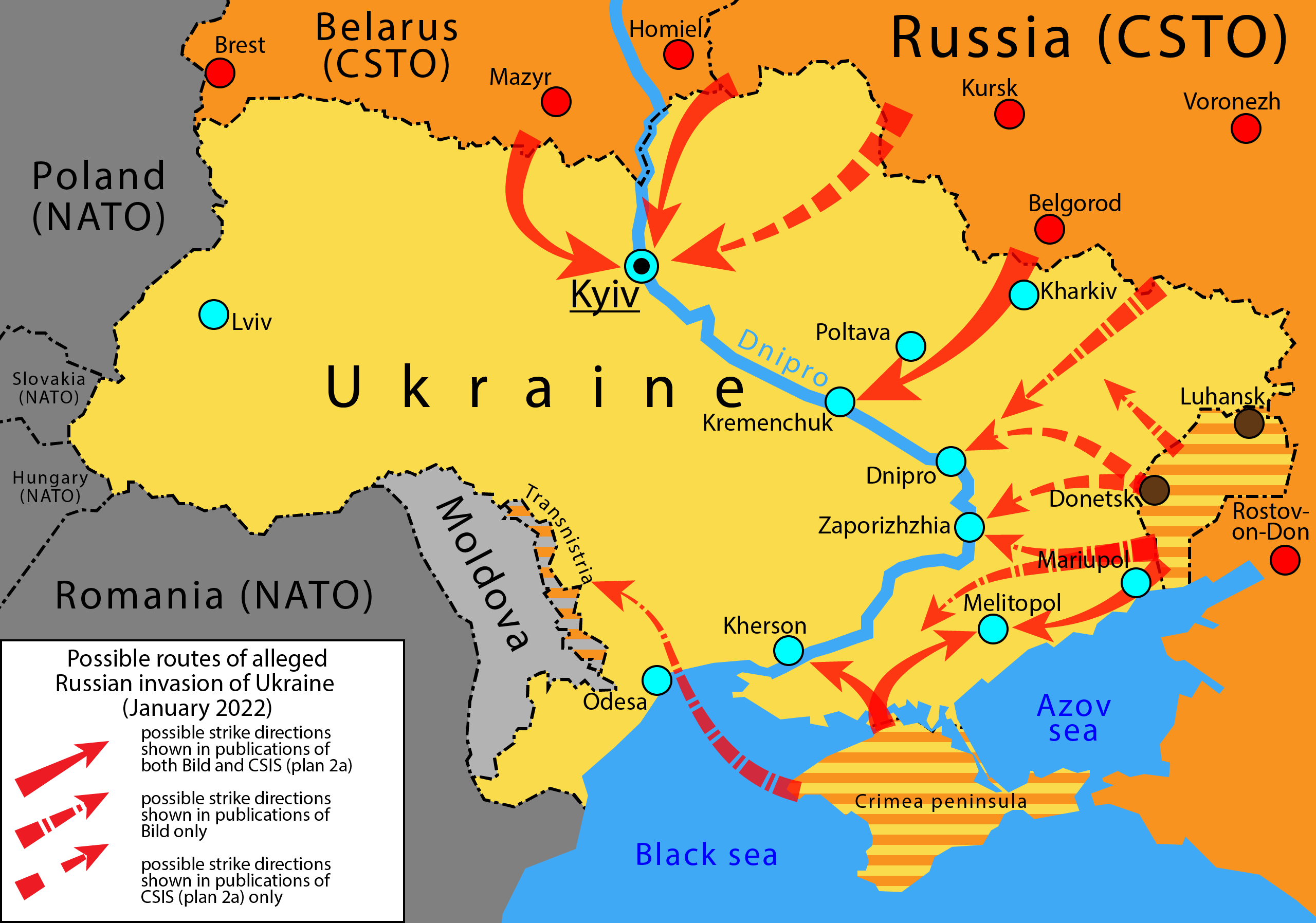
Mapa que mostra suposats plans russos publicats per separat per Bild i el Centre d'Estudis Estratègics i Internacionals.

### Concentració militar
El 13 de novembre, el president ucraïnès Volodímir Zelenski va anunciar que Rússia havia tornat a acumular 100.000 soldats en la zona fronterera. A principis de novembre, els informes sobre les acumulacions militars russes van portar als funcionaris estatunidencs a advertir a la UE que Rússia podria estar planejant una possible invasió d'Ucraïna. El portaveu del Kremlin, Dmitri Peskov, va negar les acusacions que Rússia s'estava preparant per a una possible invasió d'Ucraïna. Va acusar Ucraïna de "planejar accions agressives contra el Donbass". Peskov va instar l'OTAN a deixar de "concentrar un puny militar" prop de les fronteres de Rússia i deixar d'armar a Ucraïna amb armes modernes.
El 21 de novembre, el cap de la Direcció Principal d'Intel·ligència del Ministeri de Defensa d'Ucraïna, Kyrylo Budanov, va dir que Rússia havia concentrat més de 92.000 soldats i sistemes de míssils balístics de curt abast Iskander a prop de les fronteres ucraïneses. Així mateix, va acusar Rússia d'estar darrere les protestes contra la vacunació de la COVID-19 a Kíiv i altres manifestacions a Ucraïna per desestabilitzar el país i preparar una invasió militar a gran escala. Segons Budanov, s'esperaven accions actives a finals de gener i principis de febrer del 2022.
Entre finals de novembre i principis de desembre del 2021, mentre els funcionaris russos i ucraïnesos s'acusaven de desplegaments de tropes a la regió del Donbàs, el ministre d'Afers Exteriors d'Ucraïna, Dmitrò Kuleba, va advertir a Rússia que un "nou atac a Ucraïna costaria [a Rússia] molt", mentre que el portaveu del Kremlin, Dmitri Peskov, el 21 de novembre, va qualificar les acusacions d'"histèria" que era Ucraïna qui estava planejant accions agressives contra el Donbàs.
El 3 de desembre, el Ministre de Defensa d'Ucraïna, Oleksii Reznikov, parlant als diputats de la Rada Suprema, va afirmar: "Hi ha la possibilitat d'una escalada de gran magnitud per part de Rússia. El moment més probable per arribar al punt àlgid de l'escalada serà a finals de gener”. Reznikov va estimar que l'acumulació militar russa consistiria en 94.300 soldats. Segons Rússia, Ucraïna tenia desplegats 125.000 soldats a la zona de conflicte de Donbàs el desembre del 2021.

#### Negociacions de gener de 2022
El 28 de desembre, els Estats Units i Rússia van anunciar que les negociacions bilaterals tindrien lloc a Ginebra el 10 de gener del 2022, per discutir preocupacions sobre les seves activitats militars i fer front a les creixents tensions sobre Ucraïna. Foren liderades pel vicecanceller rus Serguei Ryabkov, i per la secretària d'Estat dels Estats Units, Wendy Sherman.
Dos dies després, es van reunir els trenta països membres de l'OTAN amb Rússia per debatre, segons el comunicat oficial emès per l'OTAN, "la situació dins i al voltant d'Ucraïna i les implicacions per a la seguretat europea". El ministeri de Defensa rus va comunicar que van avaluar l'estat actual en el camp de l'euroseguretat, i també els va donar explicacions sobre els aspectes militars del projecte d'acord rus sobre garanties de seguretat.
Rússia va considerar les negociacions com a infructuoses.
A partir del gener del 2022, els russos van iniciar una lenta evacuació de personal de la seva ambaixada a Kíiv; no estava clar si com a estratègia propagandística, preparació per a un conflicte o una combinació de les dues.

#### Represa de les hostilitats

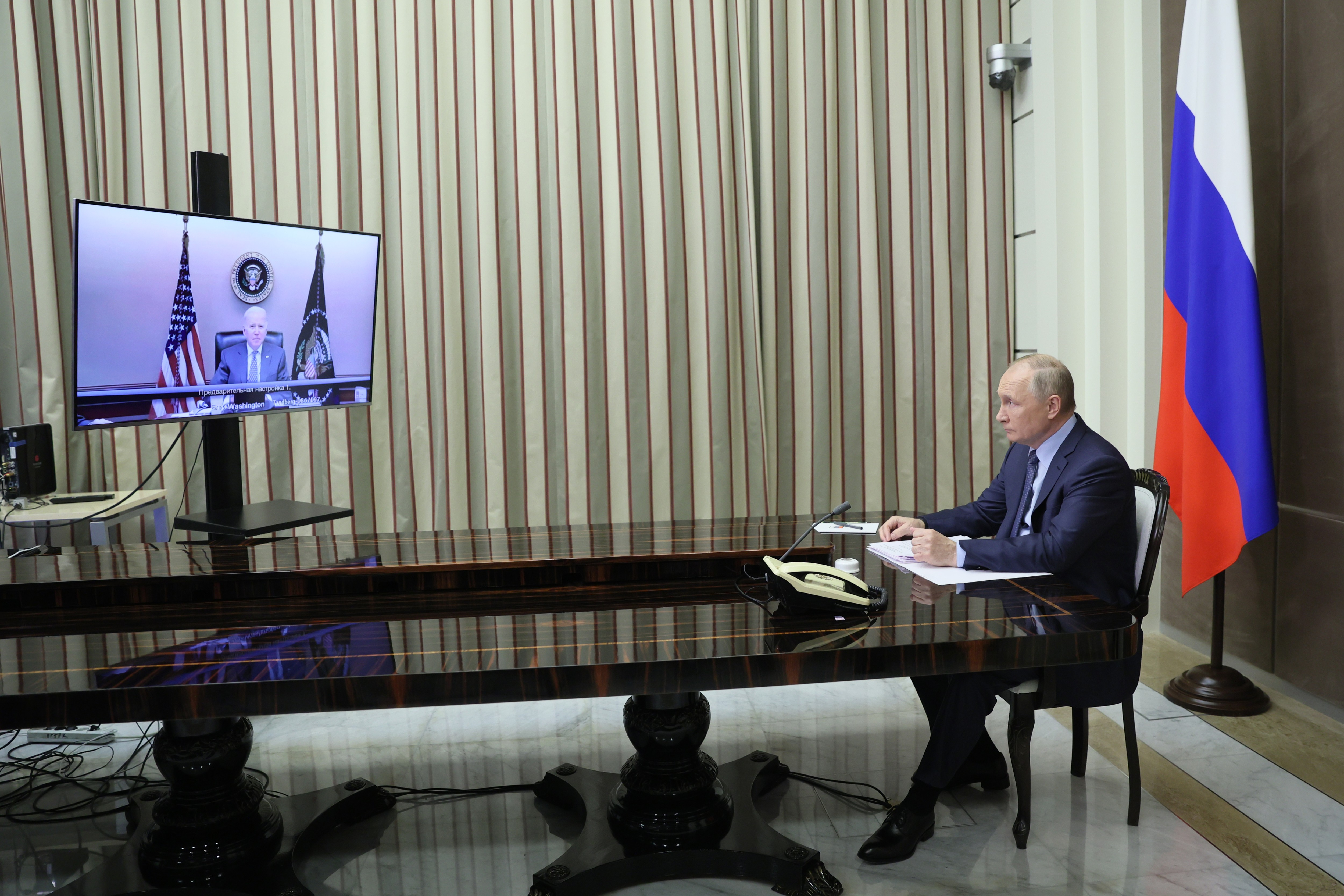
Conversa entre Joe Biden i Vladímir Putin el 7 de desembre del 2021

A mitjans de gener del 2022, una avaluació d'intel·ligència del Ministeri de Defensa d'Ucraïna va estimar que els russos gairebé havien completat la concentració militar a la frontera amb Ucraïna, acumulant 127.000 soldats a la regió (dels quals 106.000 eren forces terrestres de les Forces Armades russes i la resta eren forces marítimes, aèries i terrestres) conjuntament amb uns 35.000 milicians de les Repúbliques del Donbàs i 3.000 forces russes a l'est d'Ucraïna controlat pels rebels. Sempre segons Ucraïna, Rússia havia desplegat 36 sistemes de míssils balístics d'abast mitjà Iskander a prop de la frontera amb Ucraïna, cadascun amb un abast de 500–700 km, molts estacionats a una distància d'atac de Kíiv. L'avaluació també va informar sobre la intensificació de la intel·ligència russa i les unitats de combat, com el moviment de municions i hospitals de campanya.
El 18 de gener, es va informar de la presència de tropes russes a Belarús. Diversos funcionaris d'Ucraïna i la Casa Blanca van afirmar que s'utilitzarien per atacar Ucraïna des del nord, especialment perquè la capital d'Ucraïna, Kíiv, es troba molt a prop de la frontera entre Belarús i Ucraïna. Rússia, per altra banda, va informar que eren exercicis militars conjunts rutinaris.
El 19 de gener, Joe Biden va amenaçar a Putin afirmant que pagaria "un preu seriós i car" per una invasió i "ho lamentaria".
Les següents setmanes, la tensió verbal va anar en augment, juntament amb les acusacions de desplegament de tropes russes, ucraïneses i de l'OTAN al llarg de tot el territori terrestre i marítim.

#### Suport internacional
En resposta a una possible invasió de Rússia i l'acumulació de les seves tropes a la frontera, els Estats Units i altres països de l'OTAN van brindar ajuda a Ucraïna per reforçar les seves defenses. El primer enviament d'unes 200.000 lliures d'equip militar va arribar a Ucraïna el gener del 2022. Estats Units va proporcionar a Ucraïna míssils antitanc Javelin, altres tipus d'artilleria antiblindatge, metralladores pesants, armes petites i munició, sistemes de ràdio, equips mèdics i recanvis. El secretari de Defensa, Lloyd Austin, i el president de l'Estat Major Conjunt, Mark Milley, van amenaçar amb el suport dels Estats Units a una potencial insurgència antirussa dins d'Ucraïna, similar a l'assistència que l'CIA va brindar als rebels mujahidins antisoviètics a l'Afganistan a la dècada del 1980 i que acabarien esdevenint els talibans. Segons James Stavridis, excomandant suprem aliat a l'OTAN, "el nivell de suport militar" per als milicians antirussos a Ucraïna "faria que els nostres esforços a l'Afganistan contra la Unió Soviètica semblin insignificants en comparació".
Cap a finals de l'any 2021 i principis del 2022, a mesura que augmentaven les tensions amb Rússia, també ho feia el suport militar:
- El desembre del 2021, el govern dels EUA va aprovar una ajuda de defensa addicional de 200 milions de dòlars per a Ucraïna.[64]
- El gener del 2022, l'administració Biden va atorgar permís als països bàltics (Lituània, Letònia i Estònia) per transferir equips militars fabricats als EUA a Ucraïna.[65]
- Els programes d'entrenament militar preexistents del Regne Unit i el Canadà es van reforçar el gener del 2022, així com l'enviament d'armament lleuger i pesant.[65][66]
- El 16 de gener, el govern danès va proporcionar un paquet de defensa de 22 milions d'euros a Ucraïna.
- El 20 de gener del 2022, la ministra de Defensa espanyola, Margarita Robles, va anunciar que l'Armada espanyola es desplegaria al Mar Negre.[67]
- A finals de gener, els Països Baixos van dir que enviarien dos F-35 a Bulgària com a part de la missió de vigilància aèria ampliada de l'OTAN.[68]
- El 31 de gener del 2021, Polònia va anunciar la decisió de subministrar armes letals a Ucraïna.[69]
- El 7 de febrer del 2022, Boris Johnson va dir que la Gran Bretanya no s'immutaria mentre es preparava per desplegar Marines reials, avions de la RAF i vaixells de guerra de l'Armada Reial a Europa de l'Est.[70]
- L'11 de febrer del 2022, l'assessor de seguretat nacional dels EUA, Jake Sullivan, va fer un advertiment públic sobre la probabilitat d'una invasió russa d'Ucraïna abans de la fi dels Jocs Olímpics d'Hivern de 2022 i va instar tots els ciutadans estatunidencs que fossin a Ucraïna a abandonar el país immediatament.[71]
- El 17 de febrer comença la cooperació entre Polònia, Ucraïna i el Regne Unit, amb l'objectiu de respondre a les "amenaces a la seguretat europea" i aprofundir les relacions amb Ucraïna.[72]

### Reconeixement de les repúbliques populars de Donetsk i Luhansk per part de Rússia
El 21 de gener del 2022, el Partit Comunista de la Federació Russa (PCFR) va anunciar al Pravda que els seus diputats presentarien una resolució no vinculant a la Duma Estatal per demanar-li al president Vladimir Putin que reconegués oficialment la República Popular de Donetsk i la República Popular de Luhansk. La resolució va obtenir ràpidament el suport dels altres quatre principals partits parlamentaris russos (Rússia Unida, Rússia Justa, el Partit Liberal Democràtic de Rússia i Gent Nova) i va ser adoptada per la Duma Estatal el 15 de febrer del 2022 amb 351 vots a favor, 16 vots en contra i una abstenció.
El 21 de febrer del 2022, els líders de les autoproclamades repúbliques populars de Donetsk i Luhansk, Denís Puixilin i Leonid Pàssetxnik, respectivament, van sol·licitar que el president rus, Vladímir Putin, reconegués oficialment la independència de les repúbliques. Ambdós líders també van proposar signar un tractat d'amistat i cooperació amb Rússia, inclosa la cooperació militar. En acabar la sessió extraordinària del Consell de Seguretat de Rússia celebrada aquell dia, Putin va dir que la decisió sobre el seu reconeixement es prendria aquell dia mateix. La sol·licitud va ser recolzada pel ministre de Defensa rus Serguei Xoigú i el primer ministre Mikhaïl Mixustin, que van dir que el govern havia estudiat el reconeixement durant «molts mesos ja». Més tard aquell dia, Putin va signar decrets sobre el reconeixement de les repúbliques; a més, es van signar tractats «sobre amistat, cooperació i assistència mútua» entre Rússia i les repúbliques.
Abans de la cerimònia de signatura, al Kremlin es va fer públic el discurs de Putin als ciutadans russos, en què afirmava, entre altres coses, que "la Ucraïna moderna va ser creada enterament per Rússia, per la Rússia bolxevic, comunista, per ser precís … els principis de Lenin per a la creació d'un estat no només van ser un error, van ser, com es diu, pitjor que un error", que l'admissió d'Ucraïna a l'OTAN era inevitable, que Moscou no podia donar-se el luxe d'ignorar l'amenaça d'una Ucraïna amb armes nuclears, va exigir que "aquells que van prendre i van retenir el poder a Kíiv ... cessessin immediatament les hostilitats", o assumissin les conseqüències.
La decisió va ser condemnada gairebé immediatament per la presidenta de la Comissió Europea, Ursula von der Leyen, i el president del Consell Europeu, Charles Michel, en declaracions idèntiques a Twitter.

### Invasió
El 21 de febrer del 2022, després del reconeixement de les repúbliques de Donetsk i Luhansk, el president Putin va ordenar l'enviament de tropes russes al Donbàs, en el qual va anomenar «missió de manteniment de la pau». Més tard aquell mateix dia, diversos mitjans de comunicació independents van confirmar que les forces russes estaven entrant al Donbàs.
El mateix dia 21, el Consell de la Federació va autoritzar Putin al desplegament de la força militar fora de Rússia. Al seu torn, el president ucraïnès Volodímir Zelenski va ordenar el reclutament dels reservistes d'Ucraïna, si bé encara no es va comprometre amb una mobilització general.
El 23 de febrer, un alt funcionari de defensa estatunidenc, no identificat, va afirmar als mitjans de comunicació que el "80 per cent" de les forces russes assignades i desplegades al llarg de la frontera d'Ucraïna estaven preparant una invasió i que una incursió terrestre començaria en qualsevol moment. El mateix dia, el parlament ucraïnès va aprovar el decret del president Zelenski de declarar l'estat d'emergència a partir de les 00:00 hores del 24 de febrer del 2022 a tot el territori d'Ucraïna per un període de 30 dies. El Ministeri de Relacions Exteriors d'Ucraïna va recomanar que els ciutadans ucraïnesos s'abstinguessin de viatjar a Rússia i que els que viuen a Rússia abandonessin el país "immediatament". El mateix dia, Rússia va començar a evacuar l'ambaixada a Kíiv.
Al voltant de les 4 de la matinada, hora de Moscou, del 24 de febrer del 2022, el president Putin va anunciar l'inici d'una "operació militar especial" a la regió del Donbàs. Poc després, l'exèrcit rus va començar a bombardejar diverses posicions militars ucraïneses al centre i est d'Ucraïna, incloses Kíiv i Khàrkiv, mentre que les tropes d'assalt russes van iniciar una operació a Odessa.

## Resposta diplomàtica

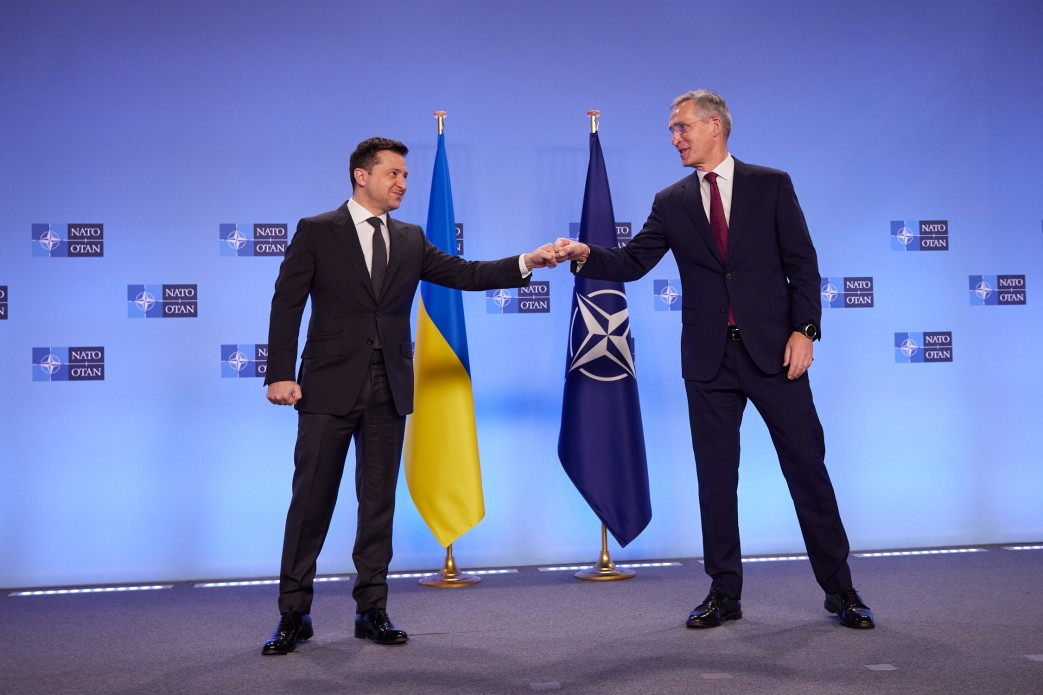
El secretari general de l'OTAN, el noruec Jens Stoltenberg, amb el president ucraïnès Zelenski el 2021

El 16 de novembre, el secretari general de l'OTAN Jens Stoltenberg, va demanar a Occident que enviés a Rússia "un senyal clar que sol·licités reduir la tensió, evitant qualsevol escalada dins i al voltant d'Ucraïna". Stoltenberg va afegir que l'aliança registra una "concentració inusual" de forces russes prop de la frontera ucraïnesa. El 15 de novembre, el ministre d'Afers Exteriors d'Alemanya, Heiko Maas, i el ministre francès d'Afers Exteriors, Jean-Yves Le Drian, van expressar la seva preocupació en un comunicat conjunt sobre "els moviments de les forces russes i els equips militars prop d'Ucraïna", demanant a tots dos bàndols que "mostrem moderació". Al mateix temps, el secretari de premsa del Pentàgon, John Kirby, va confirmar que els Estats Units continuaven observant "activitat militar inusual" de la Federació Russa prop de les fronteres d'Ucraïna, i el cap del Departament d'Estat, Antony Blinken, va debatre informes sobre "activitat militar russa". A l'àrea hi havia Jean-Yves Le Drian. S'havia informat que els Estats Units estaven debatent sancions amb els aliats europeus en cas d'una nova invasió russa.

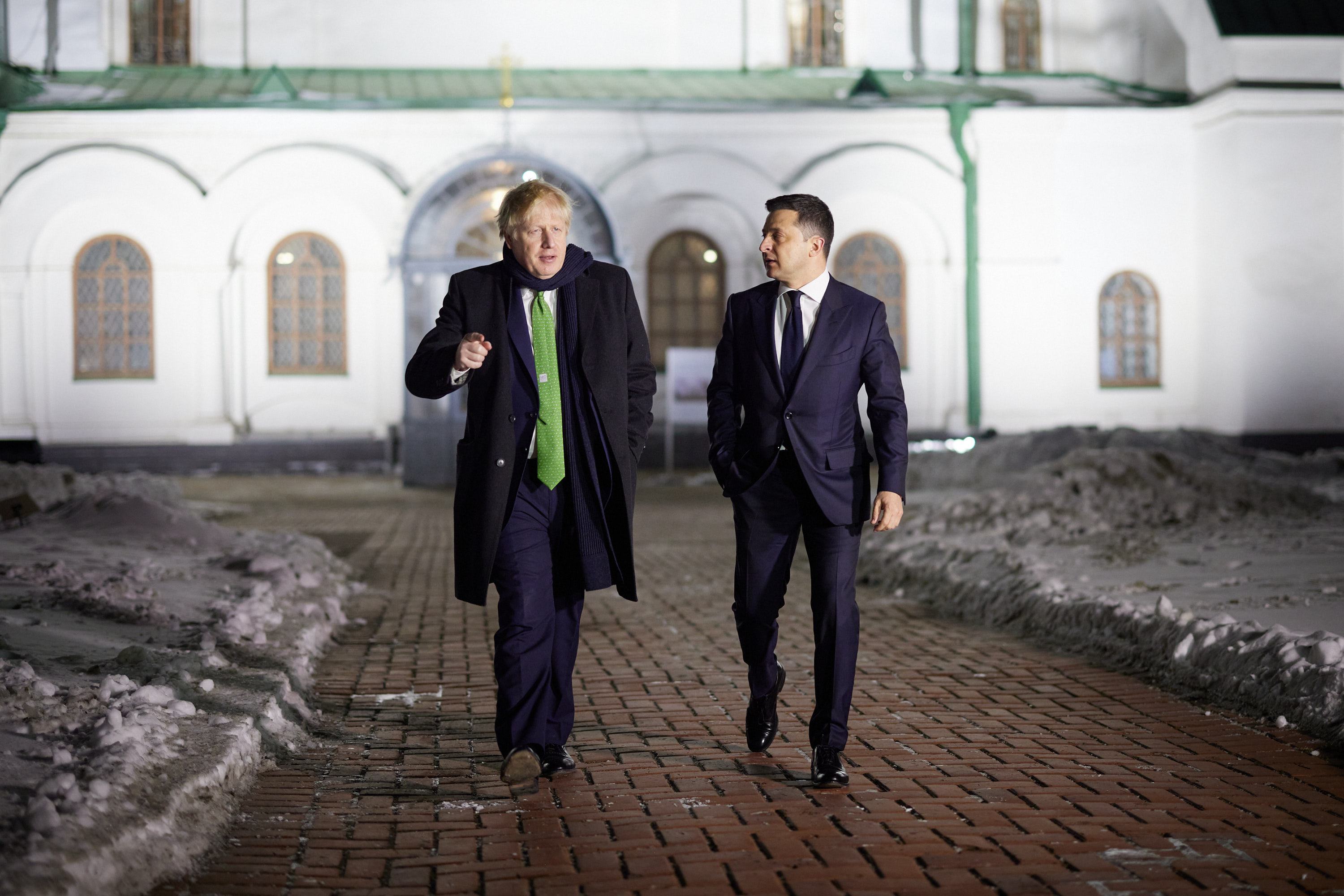
El president Zelenski amb el Primer Ministre britànic Boris Johnson en visita a Ucraïna per a manifestar el suport del Regne Unit el 2022

A principis de novembre, la intel·ligència ucraïnesa va afirmar que la informació sobre la transferència de tropes russes addicionals a les fronteres ucraïneses no era més que "un element de pressió psicològica". No obstant això, una setmana més tard, l'oficina del president d'Ucraïna va reconèixer que la Federació Russa estava reforçant "grups específics de tropes" prop de la frontera. El ministre d'Afers Exteriors d'Ucraïna, Dmitrò Kuleba, va instar els governs francès i alemany a preparar-se per a un possible escenari militar d'accions de Rússia en direcció ucraïnesa.
En aquest context, Ucraïna va intensificar els esforços diplomàtics. El 15 de novembre, el president ucraïnès Volodímir Zelenski i el president del Consell Europeu, Charles Michel, van debatre sobre la situació de la seguretat al llarg de les fronteres d'Ucraïna. El mateix dia, Dmitrò Kuleba va mantenir converses sobre les mateixes qüestions a Brussel·les. El nou cap del Ministeri de Defensa, Oleksii Reznikov, va anar a Washington DC, on el 18 de novembre es va reunir amb el secretari de Defensa dels Estats Units Lloyd Austin. El 16 de novembre, el secretari de Defensa britànic, Ben Wallace, va visitar Kíiv. Segons el tabloide Daily Mirror, una unitat consolidada de resposta ràpida d'uns 600 combatents es va formar al Regne Unit per a la transferència a Ucraïna. El 17 de gener de 2022, Ben Wallace va anunciar que els britànics subministraven míssils antitancs de curt abast a Ucraïna.

### Estònia
El 24 de febrer del 2022, la primera ministra d'Estònia, va condemnar l'atac militar "a gran escala" de Rússia contra Ucraïna i a l'hora va exigir una "reacció internacional clara i una resposta contundent".
Divendres 25 de febrer, l'Autoritat de Protecció al Consumidor i Vigilància Tècnica (TTJA) d'Estònia, prohibeix l'emissió de canals de televisió russos i belarussos al país, concretament: RTR Planeta, NTV Mir, Belarus 24, Rossia 24 i TV Centre International (TVCI).
El 26 de febrer del 2022, Estònia prohibeix l'accés a l'espai aeri del país a les aerolínies Russes, i convida a la resta d'estats de la Unió Europea a seguir els seus passos. Kaja Kallas, primera ministra, declara que "no hi ha lloc per avions de l'estat agressor a cel democràtic".

### Lituània
Divendres 25 de febrer, la Comissió de Ràdio i Televisió de Lituania (LRTK), prohibeix l'emissió de canals de televisió russos i belarussos al país per "incitació a la guerra" i "justificació de l'atac militar", segons ha detallat el seu vicepresident, Ricardas Slapsys, concretament s'ha vetat els canals següents: RTR Planeta, NTV Mir, Belarus 24, Rossia 24, TV Centre International (TVCI) i PBK.